# Kostel Stětí svatého Jana Křtitele (Vyšehrad)
Kostel Stětí svatého Jana Křtitele je zrušený kostel v Praze 2-Vyšehradě v areálu pevnosti za kaplí Panny Marie Šancovské. Je chráněn jako kulturní památka České republiky. Není volně přístupný. Je ve správě NKP Vyšehrad.

## Historie
Nejstarší záznam o existenci kostela je z roku 1380. Za husitských válek v listopadu 1420 byla vyšehradská pevnost pobořena, ale kostelík zůstal a byl ještě v 15. století obnoven. Původně dvoulodní farní kostel stál na východní straně na skalce, na náměstí před radnicí a masnými krámy.
Při stavbě barokního opevnění, které započalo roku 1654, byl obestavěn kurtinou XXXIII-XXXIV tak, že zůstaly pouze jeho vnitřní prostory. Zvenku byl zasypán, oboustranně zkrácen a jeho boční stěny sníženy. Také nový strop byl nižší a zaklenutý. Roku 1764 získal přístavbou na severní straně sakristii a průchod do nově postavené kaple Panny Marie Šancovské.
Podoba kostela
Vnitřek kostela na obdélném půdorysu má mělký trojboký závěr. Je rozdělen na tři lodě čtyřmi pilíři, které nesou křížové klenby. Tyto klenby přecházejí na západní straně do pětibokých výsečí. Presbytář má šikmé stěny s konchou zaklenutými nikami. V jeho závěru je obdélníková nika pro oltář. Podzemní kobka v severovýchodní částí kostela je zaklenuta valenou klenbou eliptického průřezu s trojúhelníkovými a pětibokými výsečemi.
Výzkum a využití
Zbytky kostela byly odkryty v letech 1974–1975 při archeologických vykopávkách. V letech 1994–1995 sloužily prostory jako výstavní síň a lapidárium. Roku 2013 prošel jeho interiér opravou.